# Yacón
Yacón (znanstveno ime Smallanthus sonchifolius) je trajnica, ki jo tradicionalno gojijo v severnih in osrednjih Andih, od Ekvadorja do Argentine, predvsem zaradi hrustljavih korenin sladkega okusa. Struktura in okus sta zelo podobna rastlini jicama. Korenine yacona, ki ga lokalno imenujejo tudi perujsko »zemeljsko jabolko« in sodi v družino nebinovk, tako kot sončnica, vsebujejo inulin. Gomolj je večinoma sestavljen iz vode in fruktooligosaharidov. Rastlina zraste v višino do 2 metra, v prehranski industriji pa je najbolj uporabljena kot prebiotik in sladilo. 